# Pierre Cousin (Mathematiker)
Pierre Auguste Cousin (* 18. März 1867 in Paris; † 18. Januar 1933 in Arcachon, Departement Gironde) war ein französischer Mathematiker.

## Leben und Wirken
Pierre Cousin studierte bei Henri Poincaré und Paul Appell in Paris an der Sorbonne. 1894 wurde er promoviert. Danach war er zunächst Gymnasiallehrer in Caen und später Professor in Bordeaux.
Cousin beschäftigte sich mit der Theorie mehrerer komplexer Veränderlicher, wo die Aufgabe, zu vorgegebenen Nullstellen und Polen ganze oder meromorphe Funktionen zu konstruieren als Cousin-Probleme bezeichnet werden. 1895 gelang es ihm in seiner Dissertation den Weierstraßschen Produktsatz (ganze Funktionen) und den Satz von Mittag-Leffler (meromorphe Funktionen) von einer komplexen Variablen auf Zylindergebieten in {\displaystyle n} komplexen Dimensionen zu erweitern. Die Lösung der Cousin-Probleme gelang in den 1940er und 1950er Jahren Jean-Pierre Serre, Henri Cartan, Karl Stein, Kiyoshi Oka.